# Pueblos prerromanos

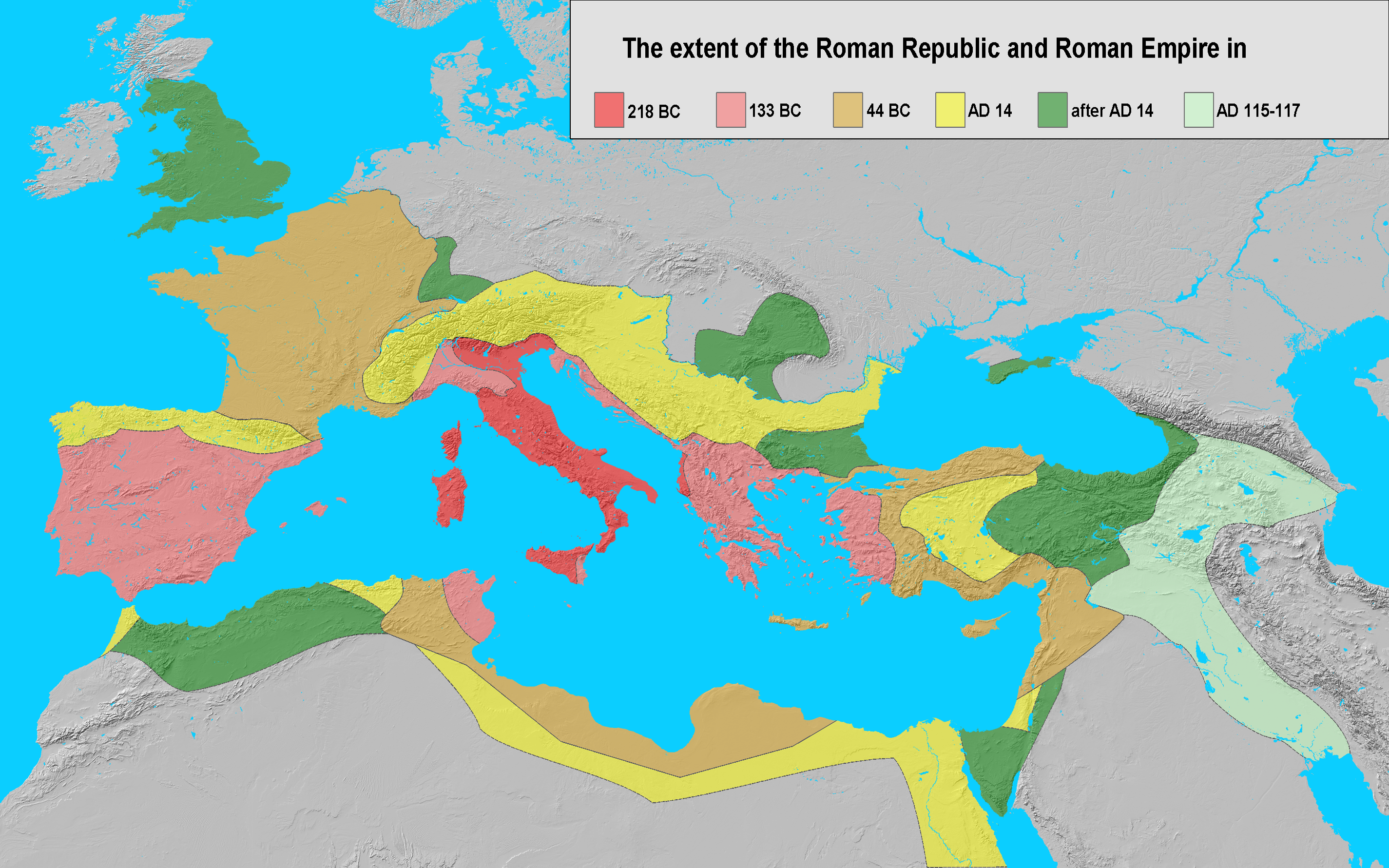
Fases de la expansión de Roma.

Pueblos prerromanos de la península ibérica.

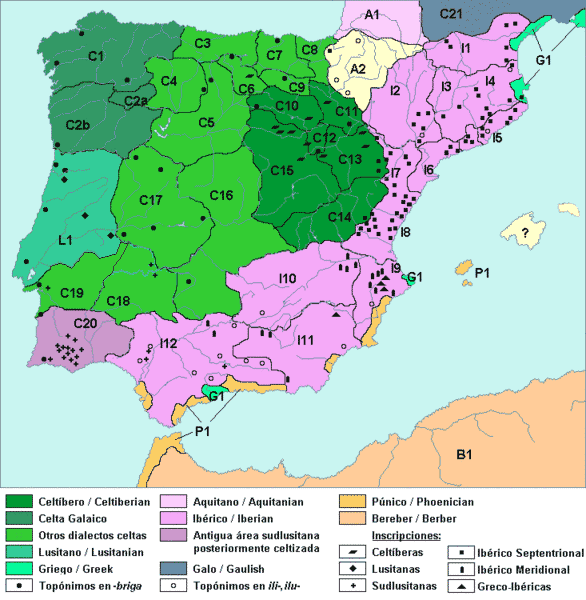
Familias lingüísticas de la península ibérica antes de la romanización
C1: Galaicos / C2b: Brácaros / C3: Cántabros / C4: Astures / C5: Vacceos / C6: Turmogos / C7: Autrigones-Caristios / C8: Várdulos / C9: Berones / C10: Pelendones / C11: Belos / C12: Lusones / C13: Titos / C14: Olcades / C15: Arévacos / C16: Carpetanos / C17: Vetones / C18-C19: Célticos / C20: Conios / L1: Lusitanos / I1: Ceretanos / I2: Ilergetes / I3: Lacetanos / I4: Indigetes / I5: Layetanos / I6: Ilercavones / I7: Sedetanos / I8: Edetanos / I9: Contestanos / I10: Oretanos / I11: Bastetanos / I12: Turdetanos / C21: Galos / G1: Griegos / P1: Fenicios/Cartagineses / B1: Bereberes.

Pueblos prerromanos es la expresión con que la historiografía denomina a los pueblos originarios de las distintas zonas por las que se extendió el Imperio romano. 
La romanización (concepto del cual lo prerromano es el sustrato cultural y antropológico) se aplica especialmente en su parte occidental (Imperio romano de Occidente), mientras que su parte oriental (Imperio romano de Oriente) se mantuvo bajo el predominio cultural del helenismo o de las mucho más antiguas civilizaciones locales (Antiguo Egipto, Antiguo Oriente Próximo), con excepción de las zonas balcánica y danubiana (Iliria, Panonia o Dacia), que sí fueron romanizadas. 
Los denominados pueblos bárbaros de más allá del limes septentrional (Rin y Danubio) no fueron conquistados por Roma, aunque entraron en su órbita cultural, sobre todo los germanos, especialmente a partir del periodo de las invasiones germánicas que marcaron la caída del Imperio romano.

## Diversidad de los pueblos prerromanos
Debido a su amplia distribución geográfica, muestran una gran diversidad y no tienen entre sí más relación que la que les dio su común sujeción a Roma:
- Los pueblos antiguos de Italia
- Los citados ilirios, panonios y dacios
- Los pueblos britanos
- Los pueblos galos
- La zona de las colonias de África y Mauritania estuvo antes de la conquista romana vinculada a Cartago y a otros reinos locales, como el Reino de Numidia.
- Los pueblos prerromanos de la península ibérica:

- Íberos (en el este y sur peninsular, la costa mediterránea y el valle del Ebro)
- Celtíberos (en el centro peninsular y el valle del Ebro, en torno al Sistema Ibérico)
- Pueblos celtas (en el centro, oeste y norte de la Península).

También se habla de pueblos preceltas y preíberos. Las denominaciones íbero y celta corresponden a categorías utilizadas por los pueblos colonizadores (fenicios, griegos, cartagineses y romanos) para su descripción; y aunque se han empleado por la historiografía moderna, no deben entenderse ni como identidades étnicas ni como entidades políticas funcionales en la época. El concepto de íbero es un término cultural, que responde a los pueblos prerromanos que evolucionaron hacia sociedades más complejas (Estados, clases dominantes, ciudades amuralladas, comercio, moneda, alfabeto) debido a su mayor contacto con los pueblos colonizadores. Los íberos y otros pueblos prerromanos, como los vascones o los astures, eran lingüísticamente preindoeuropeos, lo que suele interpretarse como prueba de que provendrían del sustrato poblacional neolítico de la península ibérica. Los celtas, en cambio, eran pueblos indoeuropeos, y hay testimonios arqueológicos que permiten reconstruir su identificación cultural con otros pueblos celtas del centro de Europa y su penetración por los Pirineos desde finales del II milenio a. C.
Véase también Categoría:Pueblos prerromanos de Hispania, Pueblos ibéricos prerromanos (Portugal), Lenguas paleohispánicas, Hispania prerromana y Conquista romana de Hispania

## Uso del término
El término prerromano es más utilizado en el entorno historiográfico español, y para la Hispania prerromana, que en el internacional y para la Europa prerromana.